# 6908 Кунімото
6908 Кунімото (6908 Kunimoto) — астероїд головного поясу, відкритий 24 листопада 1990 року.
Тіссеранів параметр щодо Юпітера — 3,333.